# Odeão

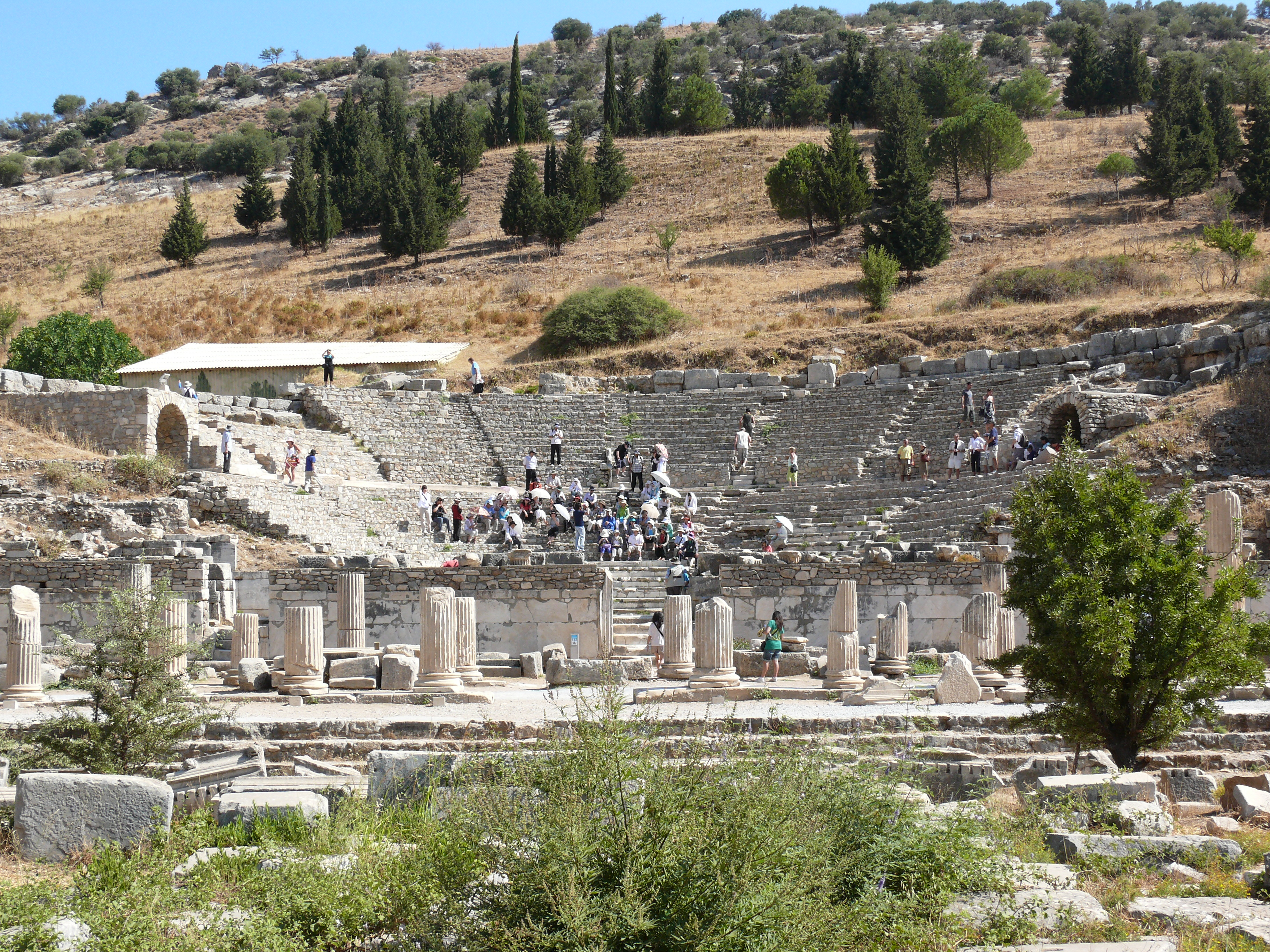
Odeão do Éfeso, Turquia.

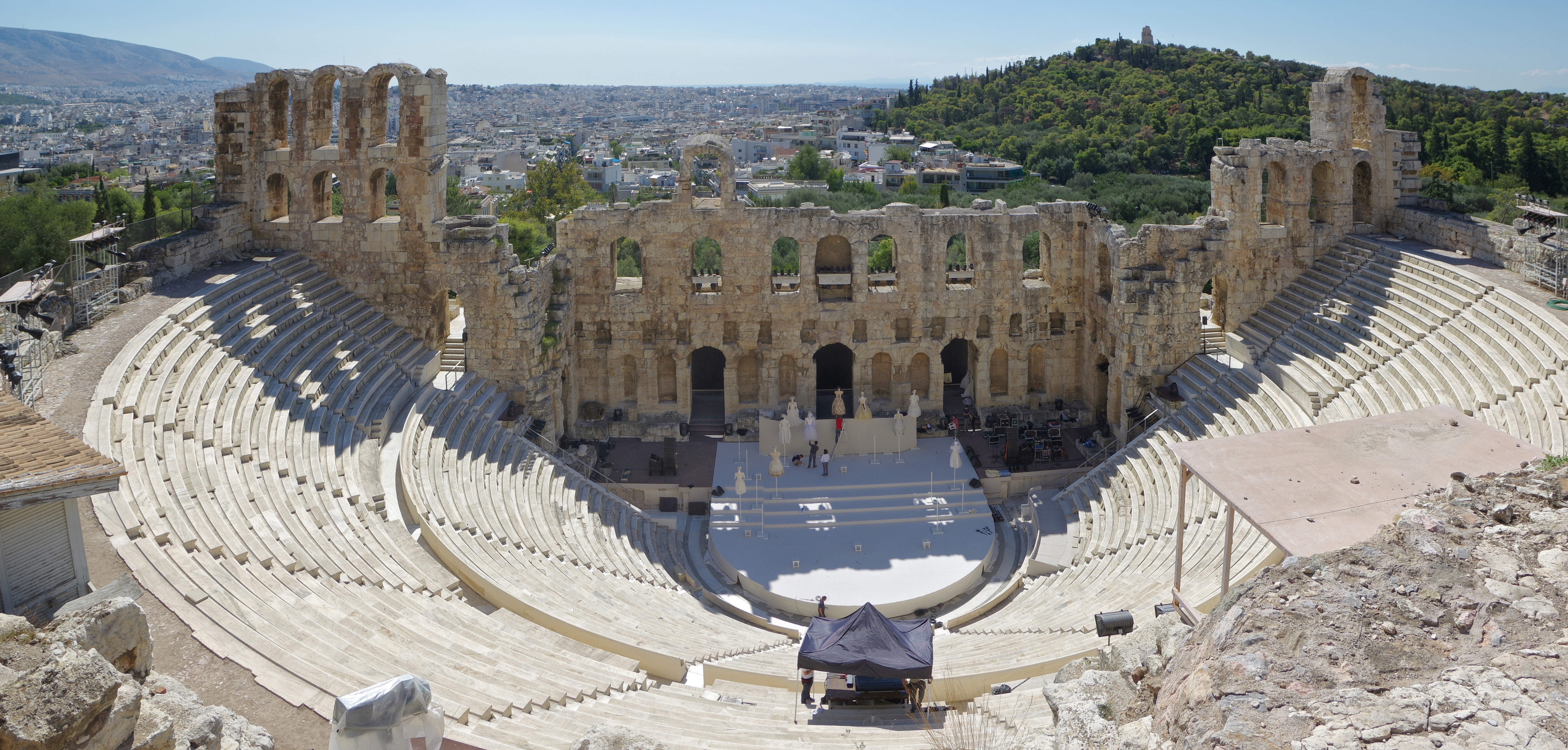
Odeão de Herodes Ático visto desde a Acrópole de Atenas

Odeão (do grego ᾠδεῖον - óideîon - pelo latim odeum) era o pequeno anfiteatro grego usado para competições musicais. Assemelhava-se a um teatro em sua forma e disposição, mas havia diferenças características: o odeão era menor e possuía cobertura a fim de reter o som. Acredita-se que fora criado porque os primeiros instrumentos musicais não tinham boa ressonância nos grandes teatros a céu aberto. Era comparativamente menor porque ali se faziam principalmente ensaios musicais e, portanto, menos espaço era dispensado ao público. No teatro, em contrapartida, eram realizadas as apresentações de coral e dramatizações. A primeira menção conhecida ao odeão vem de um fragmento do poeta Crátinos (c. 450 a.C.) que cita o Odeão de Péricles, em Atenas. É possível, entretanto, que ele já existisse antes disso.

## Esparta
O anfiteatro correspondente ao odeão -Σκιὰς -, em Esparta,  era circular, possuía um teto cônico e diz-se que foi construído pelo arquiteto Teodoro de Samos (c. 600 a.C.). Em sua parede os espartanos penduraram a cítara do famoso músico Timóteo de Rodes (c. 400 a.C.) - não por admiração, mas como um estigma por ele ter "desfigurado" a simplicidade de um instrumento antigo ao aumentar o número de cordas. No final do século II d.C. o odeão espartano ainda era usado para assembleias públicas. Dele não restaram vestígios. A fundação circular que existe próxima ao Eurotas se assemelha a de um odeão, mas foi possivelmente modificado para outros tipos de apresentações durante a idade romana de Esparta.

## Atenas
Atenas possuía três odeões, sendo o mais antigo deles localizado próximo à fonte de Eneacruno, no vale do rio Ilissos. Suas origens são incertas, mas é hipoteticamente associado a Pisístrato ou mesmo a Sólon. Acerca de sua aparência, sabe-se que era semicircular e organizado como um teatro, mas com teto. Também é neste odeão que, segundo Aristófanes, funcionou um tribunal. Os atenienses também utilizavam-no para encontros, alojamento de tropas e distribuição de alimentos. Talvez fora restaurado por Licurgo (c. 330 a.C.).
O odeão de Péricles situava-se a sudeste da Acrópole e a nordeste do Teatro Dionisíaco. Segundo Plutarco, a sua forma lembrava a tenda de Xerxes I da Pérsia. Sua cobertura era pontiaguda - tal qual a espartana (Σκιάς) - o que aparentemente motivou a piada de Crátinos ao descrever Péricles como "o Zeus da cabeça pontuda" (σχινοκέφαλος). Este relato ao menos reforça a tese sobre sua forma e cobertura. Na concepção de Péricles, o novo Odeão, assim como o novo Templo de Atena Nice, estava associado às Panateneias. O encerramento do festival era celebrado no Partenon, quando o Odeão abrigava as apresentações de abertura - disputas de flauta, canções e rapsódias. O odeão de Péricles foi finalizado por volta de 444 a.C. Acabou incendiado por Arístio, filósofo e tirano de Atenas, enquanto este fugia de Sula e buscava refúgio na Acrópole. Sua restauração por Ariobarzanes II, rei da Capadócia, em 60 a.C., é o último acontecimento registrado em sua história. É interessante notar que Pausânias, quando visitou Atenas em 155 d.C., fala do antigo odeão do Ilissos como se fosse o principal anfiteatro da cidade. Ele menciona o Odeão de Péricles meramente como uma "estrutura" (κατασκεύασμα）"que dizem ser uma imitação da tenda de Xerxes" e nem mesmo cita o nome de seu fundador.
O terceiro odeão de Atenas foi construído pelo eminente retórico Herodes Ático em memória de sua segunda esposa, Ápia Ânia Régila, que morreu em 161 d.C. Não foi comentado quando Pausânias descreveu Atenas, mas ele lhe fez menção quando falou do odeão de Patras. Localizava-se a sul da Acrópole e a oeste do Teatro de Dionísio. Diferente dos demais, não possuía forma circular e estava mais para um teatro comum do tipo romano (theatrum tectum). Distinguia-se, entretanto, pelo grande esplendor de sua decoração interior. A cobertura era de cedro – provavelmente com uma claraboia ao centro – e seus assentos, de mármore. O andar da orquestra era enfeitado com mosaicos e o proscênio, de três andares, era decorado com arcadas e um santuário. Decoração similar, embora menos elaborada, foi aplicada à fachada. Grande parte do Odeão Herodes Ático ainda existe é utilizada para apresentações e festivais.
As construções de Péricles e de Herodes Ático ilustram a dupla função do odeão para com o teatro antigo. O odeão circular, tal como o de Péricles, destinava-se a apresentações musicais ou recitações, enquanto que o teatro exibia os dramas e corais. De um ponto de vista artístico, ele era um suplemento do teatro grego. Já o odeão semicircular, como o de Herodes, era meramente um teatro romano coberto. Recebia não só apresentações musicais, mas também outros entretenimentos como a mímica e encenação. No período romano, os dois tipos coexistiram e, por ordem de Trajano, foi construído um odeão circular em Roma.